# Anatoli Berezovoy
Anatoli Nikolayevich Berezovoy (russo:Анатолий Николаевич Березовой) (Enem, 11 de abril de 1942 — 20 de setembro de 2014) foi um cosmonauta soviético.
Oficial da Força Aérea Soviética, ele foi selecionado para treinamento de cosmonauta do programa espacial, na Cidade das Estrelas, em abril de 1970. Em 13 de maio de 1982 foi ao espaço como comandante  da missão Soyuz T-5, que realizou o primeiro lançamento no espaço de um satélite de comunicações a partir de uma nave tripulada em órbita da Terra. A tripulação também fez experiências na estação Salyut 7.
Aposentado como cosmonauta, devido a ferimentos decorrentes de um assalto em 1992, serviu como vice-presidente da Federação Espacial Russa entre 1992 e 1999.